# Tajemství loňského léta 2: Rok poté
Tajemství loňského léta 2: Rok poté (v anglickém originále I Still Know What You Did Last Summer) je německo-mexicko-americký hororový film z roku 1998, který natočil Danny Cannon. Jedná se o druhý film ze série Tajemství loňského léta.

## Děj
Julie Jamesová a její přítel Ray Bronson se kvůli otřesným událostem z předchozího roku rozešli, avšak zůstali přáteli. Aby Julie přišla na jiné myšlenky, vzhledem k tomu, že trpí vidinami a paranoidním strachem, přijme nabídku své kamarádky a jejího přítele, aby s nimi strávila víkend na Bahamách. V tu dobu je sezóna hurikánů a právě tam se po jejich příjezdu začnou množit vraždy, s čímž mohla Julie počítat. Tajemství předchozího léta nejspíš není zapomenuto a vrah, nejspíš Ben Willis, který se chtěl pomstít předchozí rok, se znovu rozhodl k pomstě.

## Přijetí

### Tržby
Film vydělal 40 milionů dolarů v Severní Americe a 44 milionů dolarů v ostatních oblastech, celkově tak vydělal 84 milionů dolarů po celém světě. Rozpočet filmu činil 24 milionů dolarů. Za první víkend vydělal 16,5 milionů dolarů.

### Recenze
Film získal negativní recenze od kritiků. Na recenzní stránce Rotten Tomatoes získal z 56 započtených recenzí 7 procen. Na serveru Metacritic snímek získal z 52 recenzí 21 bodů ze sta. Na Česko-Slovenské filmové databázi si snímek k 29. prosinci 2018 drží 45 %.

### Ocenění a nominace
| Rok  | Ocenění                         | Kategorie                    | Nominovaní           | Výsledek  |
| ---- | ------------------------------- | ---------------------------- | -------------------- | --------- |
| 1998 | Stinker Award                   | nejhorší sequel              |                      | vítězství |
| 1999 | ALMA Awards                     | nejlepší herec v hlavní roli | Freddie Prinze Jr.   | nominace  |
| 1999 | Blockbuster Entertainment Award | nejlepší herečka: horor      | Jennifer Love Hewitt | vítězství |
| 1999 | Blockbuster Entertainment Award | nejlepší herečka: horor      | Brandy Norwood       | nominace  |
| 1999 | Blockbuster Entertainment Award | nejlepší herec: horor        | Freddie Prinze Jr.   | nominace  |
| 1999 | MTV Movie Awards                | objev roku: žena             | Brandy Norwood       | nominace  |
| 1999 | Teen Choice Awards              | nejlepší filmová herečka     | Jennifer Love Hewitt | vítězství |
| 1999 | Teen Choice Awards              | nejodpornější scéna          | Jennifer Love Hewitt | nominace  |
| 1999 | Teen Choice Awards              | nejlepší filmový zloduch     | Matthew Settle       | nominace  |
| 2000 | Csapnivalo Awards               | nejlepší horor/thriller      |                      | nominace  |